# Ti mangio il cuore
Ti mangio il cuore és una pel·lícula dramàtica italiana del 2022 escrita i dirigida per Pippo Mezzapesa. La pel·lícula es va estrenar a la secció Horitzons de la 79a edició del Festival de Cinema de Venècia. Està basada en un llibre de no-ficció de Carlo Bonini i Giuliano Foschini i està inspirada en la història real de Rosa Di Fiore, la primera pentita de la Faida del Gargano. Va marcar el debut com a actriu de la cantant Elodie. S'ha doblat i subtitulat al català.

## Repartiment
- Elodie com a Marilena Camporeale
- Francesco Patanè com a Andrea Malatesta
- Lidia Vitale com a Teresa Malatesta
- Francesco Di Leva com a Giovannangelo
- Giovanni Trombetta com a Paky Malatesta
- Giovanni Anzaldo com a Zigo Zago
- Brenno Placido com a Potito Montanari
- Tommaso Ragno com a Michele Malatesta
- Michele Placido com a Vincenzo Montanari

## Rebuda
La pel·lícula va ser generalment elogiada per la crítica. Per la seva interpretació, Elodie va guanyar el Ciak d'oro com a revelació de l'any.